# 12388 Kikunokai
12388 Kikunokai eller 1994 VT6 är en asteroid i huvudbältet som upptäcktes den 1 november 1994 av de båda japanska astronomerna Kazuro Watanabe och Kin Endate vid Kitami-observatoriet. Den är uppkallad efter dansgruppen Kikunokai.
Asteroiden har en diameter på ungefär 6 kilometer den tillhör asteroidgruppen Koronis.